# Armillaria
Armillaria (Elias Magnus Fries, 1821 ex Friedrich Staude, 1857) sin. Armillariella (Petter Adolf Karsten, 1881), denumită în popor ghebe, este un gen de ciuperci din încrengătura Basidiomycota în ordinul Agaricales  și familia Physalacriaceae cu global aproximativ 45 de specii (dar numai puține în Europa). Bureții acestui soi sunt specii saprofite, dar în primul rând parazitare care cresc în tufe cu multe exemplare, pe trunchiuri aflați în putrefacție ori copaci vii, prin păduri de foioase și de conifere, unde produc o distrugere frapantă și pricinuiesc importante pagube, provocând putregaiul alb al lemnului. Tip de specie este Armillaria mellea (ghebe cu inel).
Oameni de știință au descoperit în pădurea Malheur National Forest⁠(en)[traduceți]  în est de Prairie City, Oregon⁠(en)[traduceți] (statul Oregon, SUA) o Armillaria ostoyae sin. Armillaria solidipes uriașă (pentru mai mulți savanți între alții Claude Casimir Gillet sau Bruno Cetto numai variația Armillaria obscura), răspândită peste 900 de hectare, cu o greutate de aproximativ 600 de tone și o vârstă de 2.400 de ani. Ea reprezintă cel mai mare organism cunoscut din lume.

## Descriere

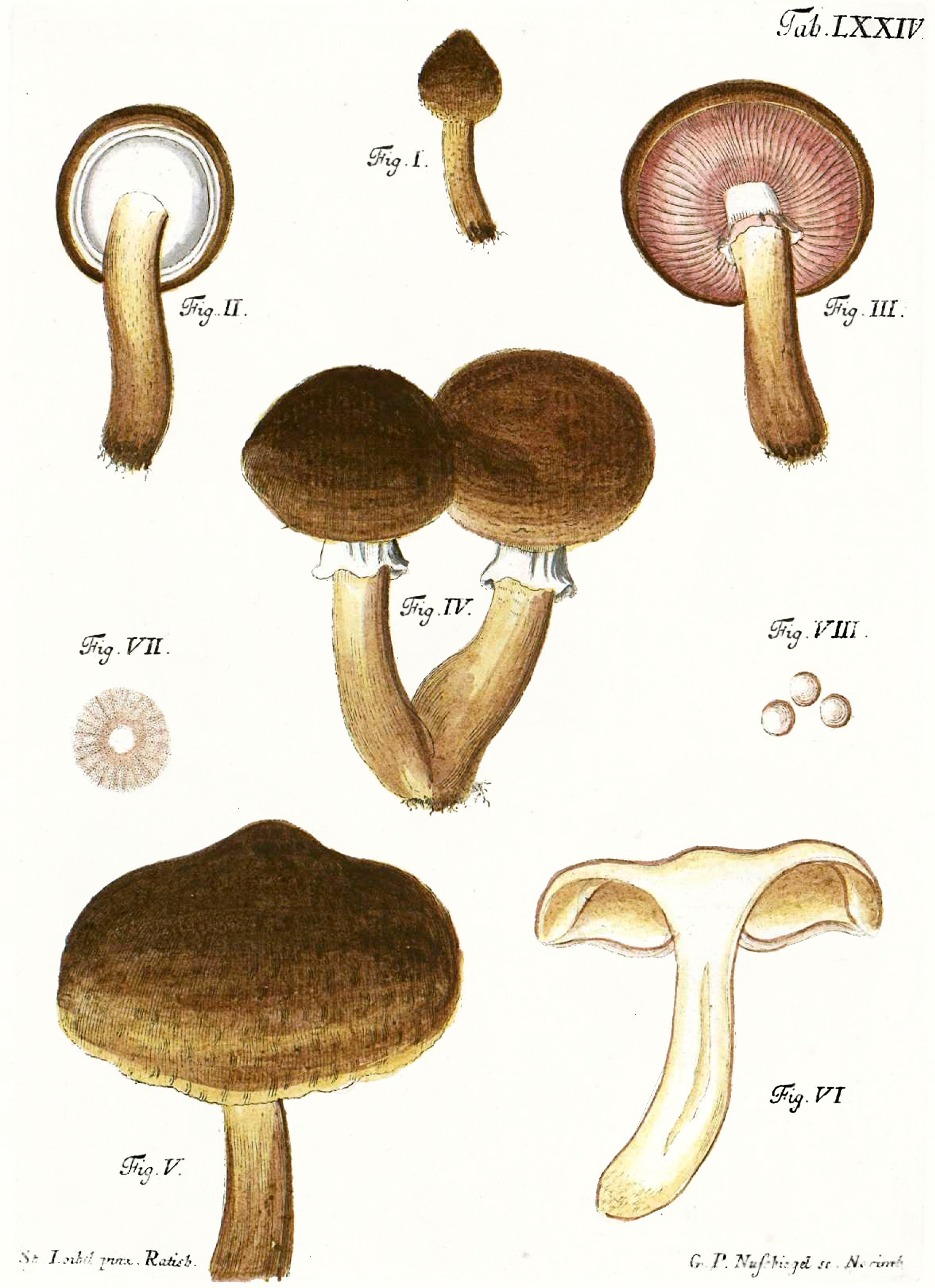
Schaeff: A. obscura

- Pălăria: are un diametru mediu  de 4-10, rar mai mare, este cărnoasă, la început emisferică, apoi convexă, pentru mult timp cu marginea răsucită în jos, aplatizând odată cu vârsta, atunci adesea ceva adâncită cu un gurgui mic central. Cuticula este netedă și mată pe vreme uscată, dar unsuroasă pe timp umed, fiind de culoare foarte variată care tinde de la gri-albicios, peste gălbui, ocru, portocaliu, roșcat, până la brun, chiar brun închis, ce depinde de specia genului precum soiul arboricol pe seama cărui trăiește. În urma vălului parțial, suprafața ei este presărată aproape mereu cu mulți solzi mici, ascuțiți, galben-maronii care se concentrează spre zona centrală. Acești negi sunt tare trecători, astfel exemplare bătrâne sunt în majoritate goale, dar, de asemenea ciuperci tinere pot să piardă solzii după o ploaie puternică.
- Lamelele: sunt late, inegale, în tinerețe destul de dese și acoperite la multe specii cu o cortină cu fire ca de păianjen, slab ondulate, mai mult sau mai puțin decurente la picior. Culoarea tinde de la albui, peste gălbui, roșiatic până maroniu și măsliniu.
- Piciorul: este relativ lung cu o înălțime de 5-15 (20) cm și o lățime de 1-1,5 (3) cm, fiind canelat sau flocos, fibros, elastic, ușor curbat, pufos pe interior, ușor bulbos la bază, dar niciodată cu volvă. Coloritul variază, fiind ori albicios, ori de cel al pălăriei, spre bază nu rar mai închis. Tulpina are (cu câteva excepții, de exemplu Armillaria tabescens) un inel bătător la ochi, cărnos și striat, imobil precum neatârnat în jos care devine subțire la bătrânețe.
- Carnea: este destul de palidă, și  nu se colorează după tăiere, dar devine la mai multe specii negricioasă în timpul fierberii. Ea este în pălărie fermă iar în picior tare și fibroasă. Mirosul și  gustul sunt plăcuți. Bureții bătrâni ai anumitor soiuri lumină noaptea ca fosfor. Ciuperci ingerate crud sau exemplare bătrâne provoacă intoxicații gastrointestinale grave. [7][8][9][10][11][12][13][14]
- Caracteristici microscopice: Sporii sunt albicioși în regulă rotunjori, granulat umpluți, hialini (translucizi) și neamilozi.[15]

Descrierea se referă la specii care se dezvoltă și în Europa.

## Specii
Soiuri ale genului Armillaria sunt (E=cresc și în Europa):
| - Armillaria affinis (Singer) T.J.Volk & Burds (1995) - Armillaria altimontana Brazee, B.Ortiz, Banik & D.L.Lindner (2012) - Armillaria apalosclera (Berk.) A.Chandra & Watl (1981) - Armillaria borealis Marxm. & Korhonen (1982), E - Armillaria calvescens Bérubé & Dessur (1989) - Armillaria camerunensis (Henn.) Courtec. (1995) - Armillaria cepistipes Velen. (1920), E - Armillaria cepistipes f. pseudobulbosa Romagn. & Marxm. (1983) - Armillaria duplicata (Berk.) Sacc. (1887) - Armillaria ectypa (Fr.) Lamoure (1965) E - Armillaria fellea (Hongo) Kile & Watling (1983) | - Armillaria fumosa Kile & Watling (1983) - Armillaria fuscipes Petch (1909) - Armillaria gallica Marxm. & Romagn. (1987), E - Armillaria gemina Bérubé & Dessur (1989) - Armillaria griseomellea (Singer) Kile & Watling (1983) - Armillaria heimii Beeli (1927) - Armillaria hinnulea Kile & Watling (1983) - Armillaria jezoensis J.Y.Cha & Igarashi (1994) - Armillaria limonea (G.Stev.) Boesew. (l977) - Armillaria lutea Gillet (1874), E - Armillaria luteobubalina Kile & Watling (1978) | - Armillaria mellea (Vahl) P.Kumm. (1871), E - Armillaria mellea subsp. nipponica J.Y.Cha & Igarashi (1995) - Armillaria melleorubens (Berk. & M.A.Curtis) Sacc. (1887) - Armillariella montagnei Singer (1956) E - Armillaria nabsnona T.J.Volk & Burds (1996) - Armillaria novae-zelandiae (G.Stev.) Boesew. (l977) - Armillaria obscura (Schaeff.) Herink (1973) E - Armillaria omnituens (Berk. ex Sacc.) Singer (1962) - Armillaria ostoyae sin. Armillaria solidipes Peck 1900 E - Armillaria pallidula Kile & Watling (1988) - Armillaria paulensis Capelari (2008) | - Armillaria pelliculata Beeli (1927) - Armillaria procera Speg. (1889) - Armillaria puiggarii Speg. (1889) - Armillaria sinapina Bérubé & Dessur (1988) - Armillaria singula J.Y.Cha & Igarashi (1994) - Armillaria socialis (DC.) Fayod (1889) - Armillaria sparrei (Singer) Herink (1973) - Armillaria tabescens (Scop.) Emel (1921), E - Armillaria tigrensis (Singer) T.J.Volk & Burds. (1995) - Armillaria umbrinobrunnea (Singer) Pildain & Rajchenb. (2010) - Armillaria viridiflava (Singer) T.J.Volk & Burds. (1995) E - Armillaria yungensis (Singer) Herink (1973) |

## Câteva specii ale genului în imagini

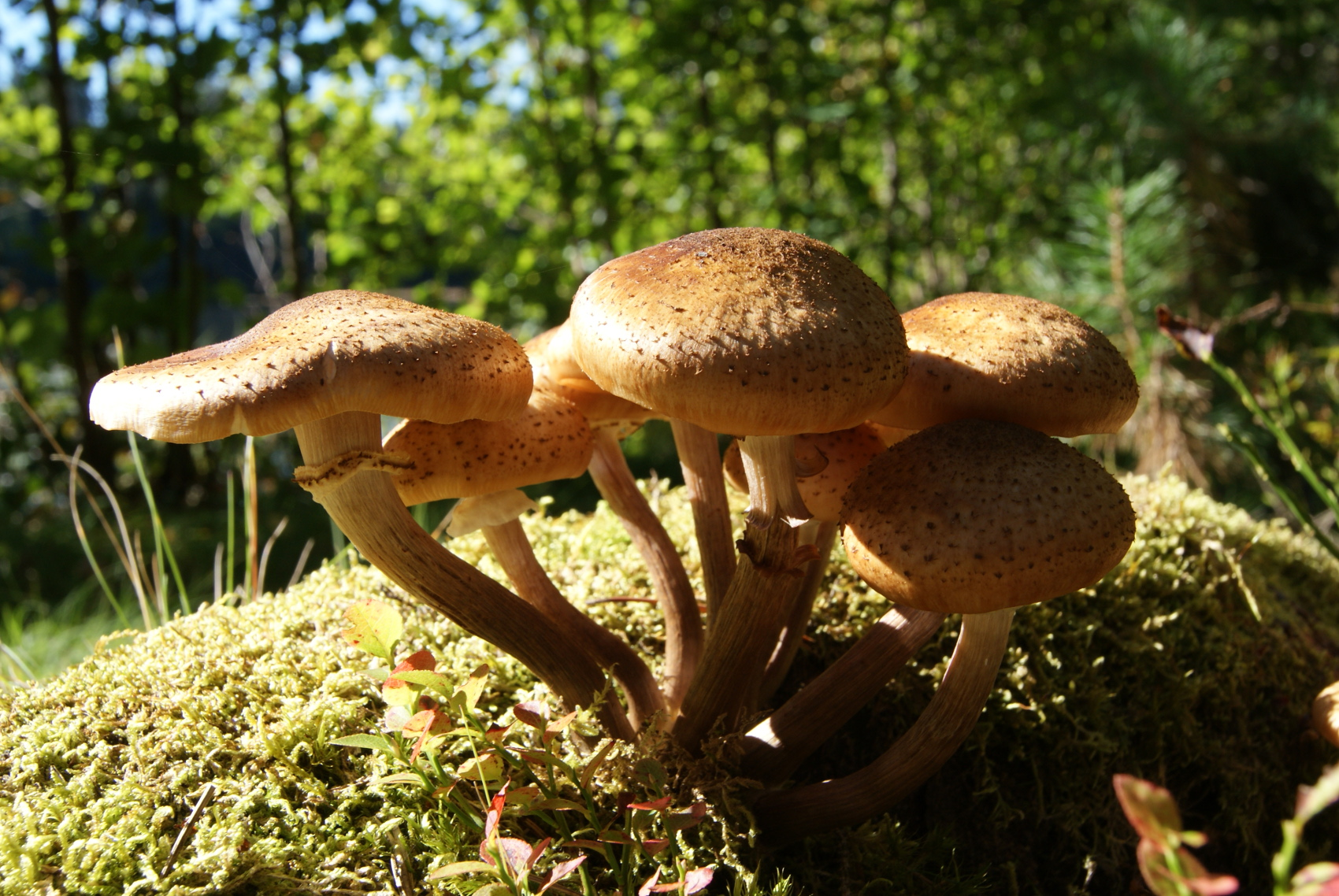
A. borealis
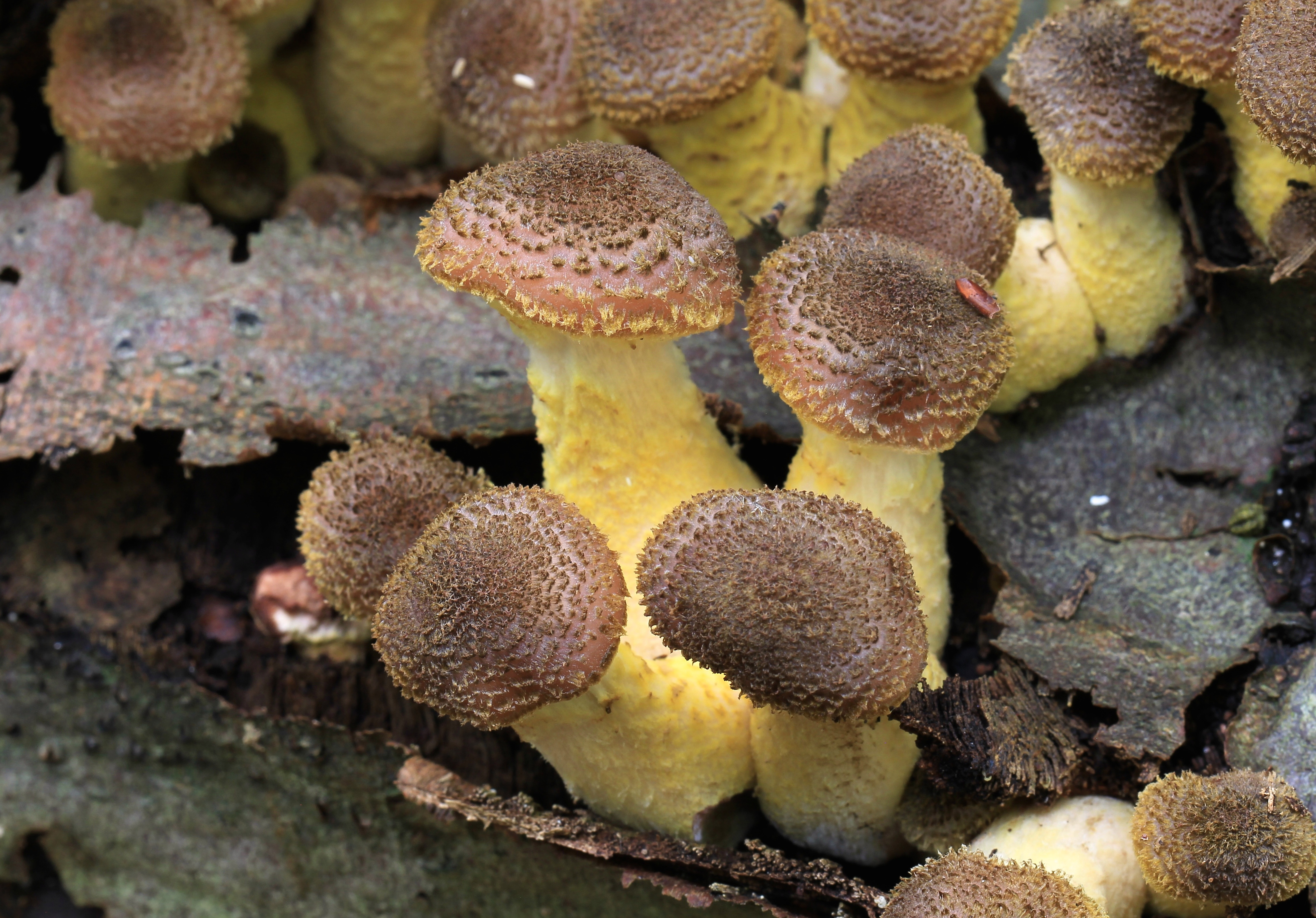
A. cepistipes
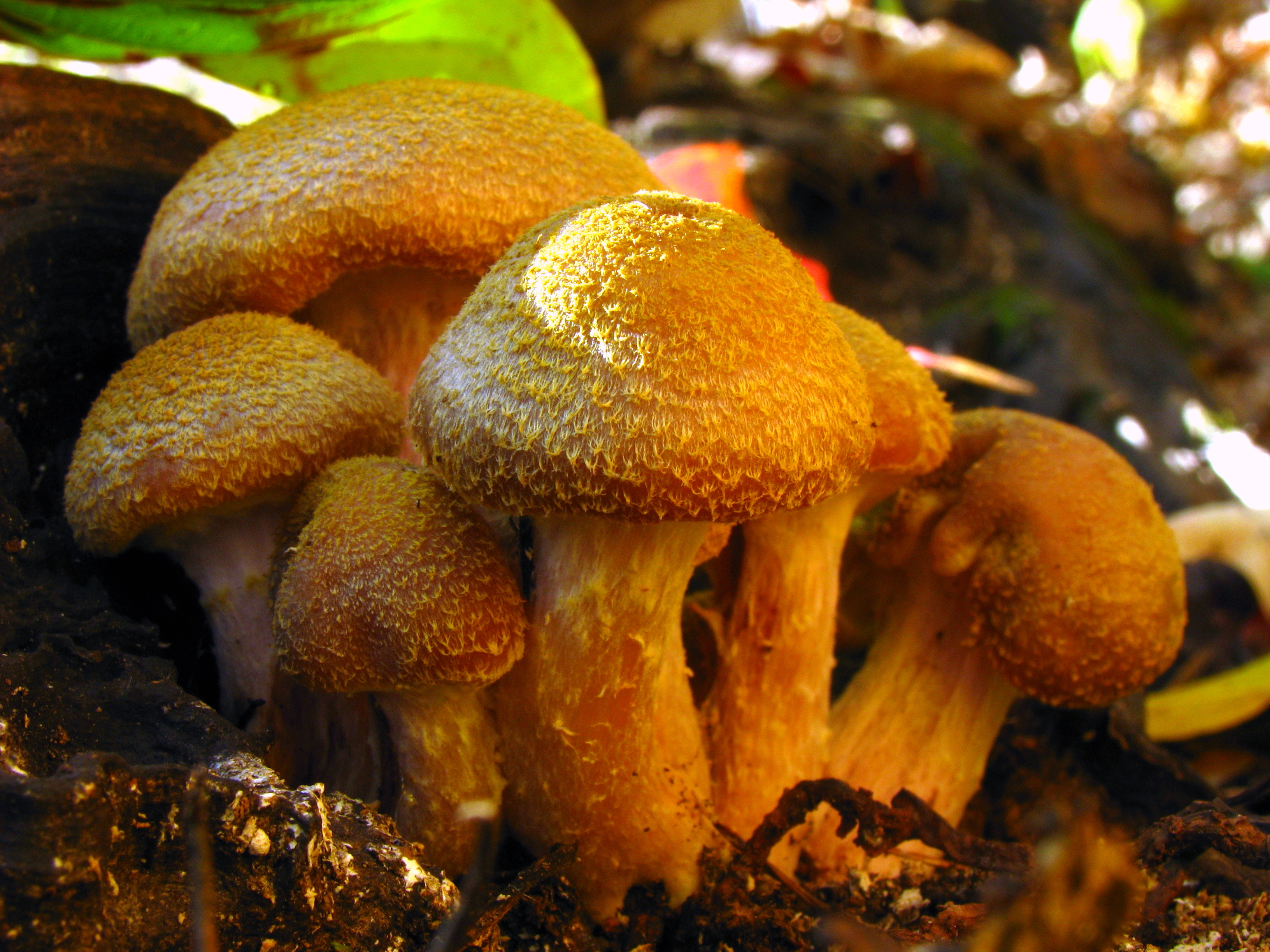
A. gallica
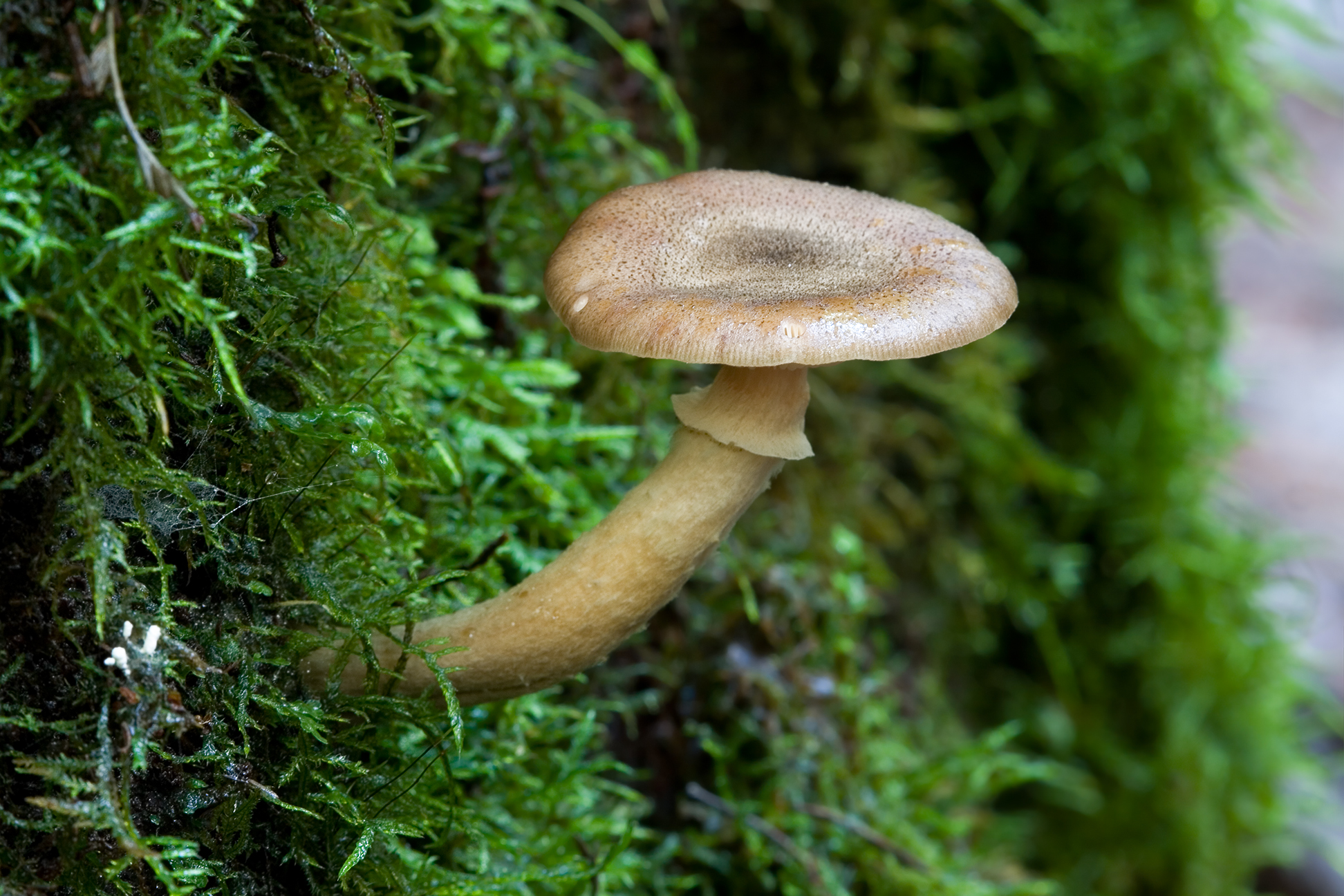
A. hinnulea
A. imperialis
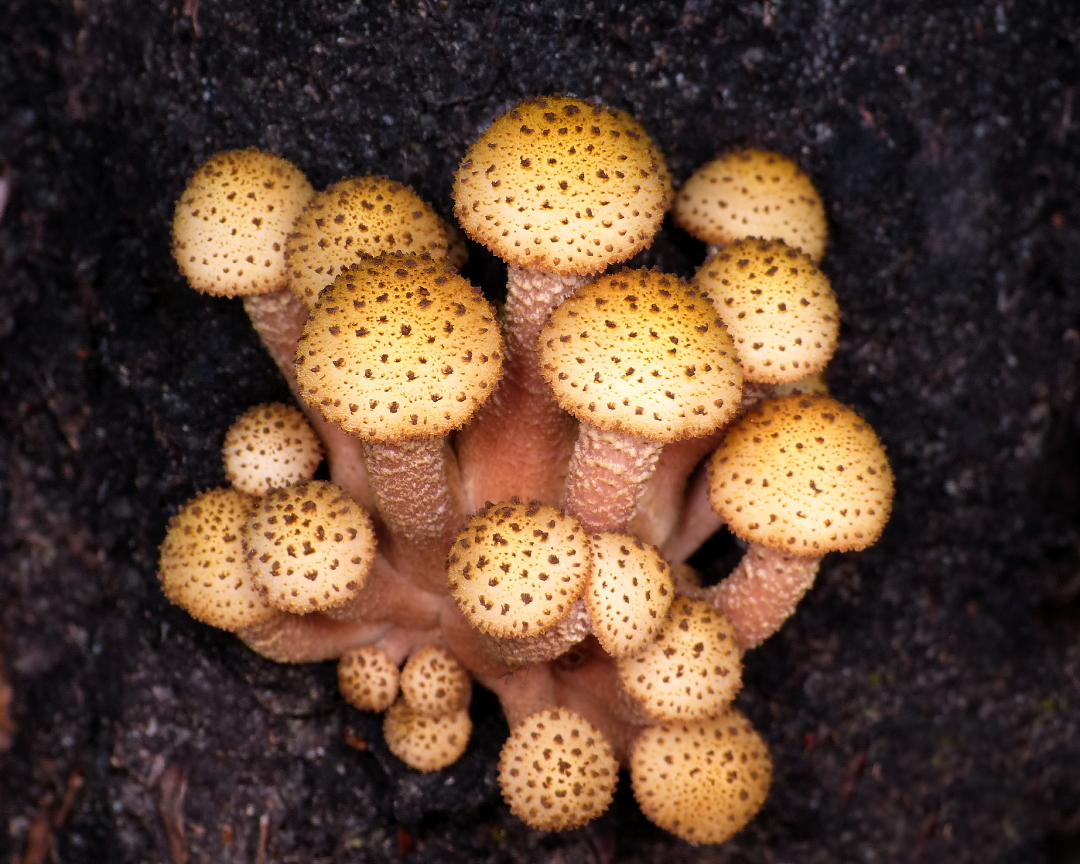
A. limonea
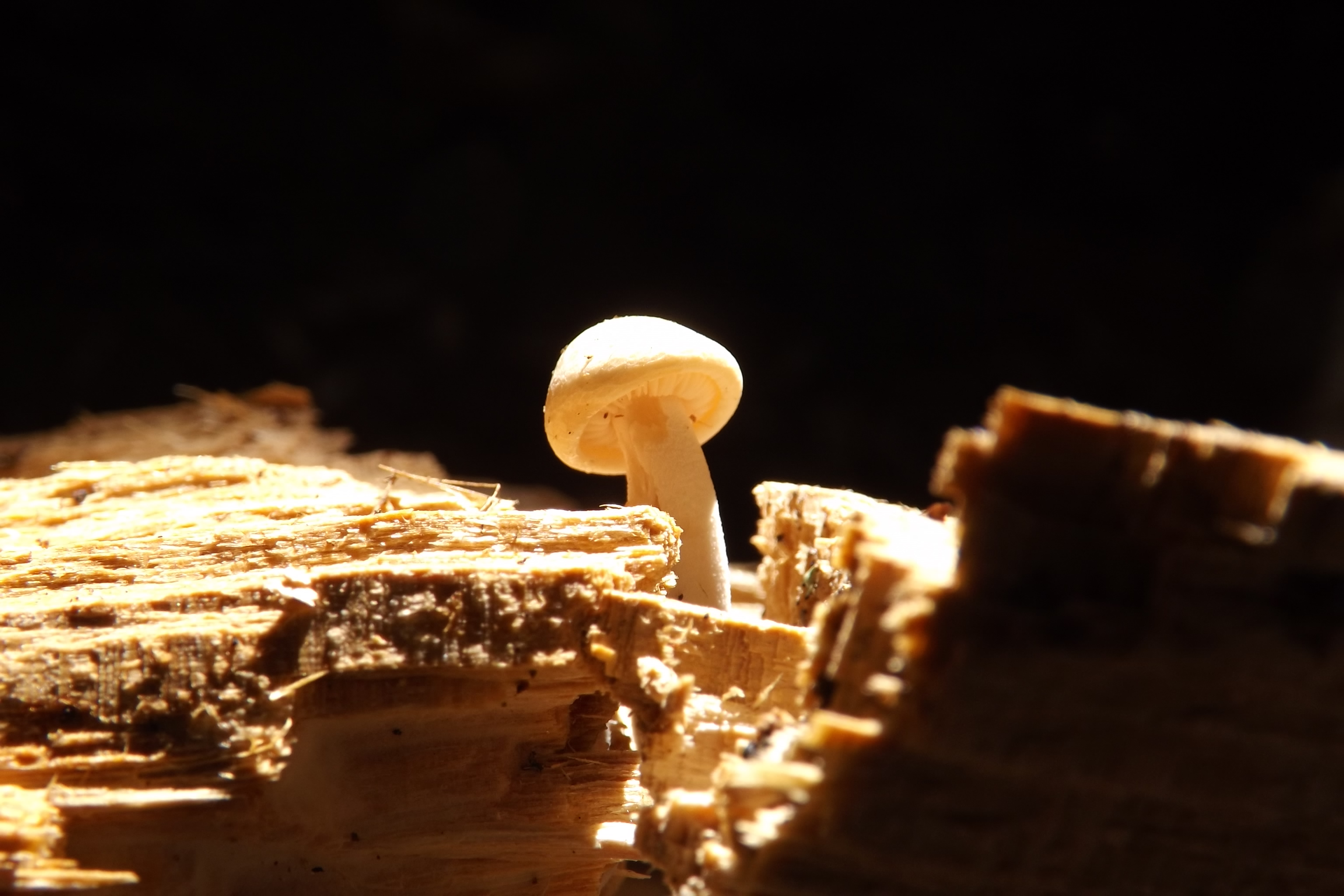
A. lutea
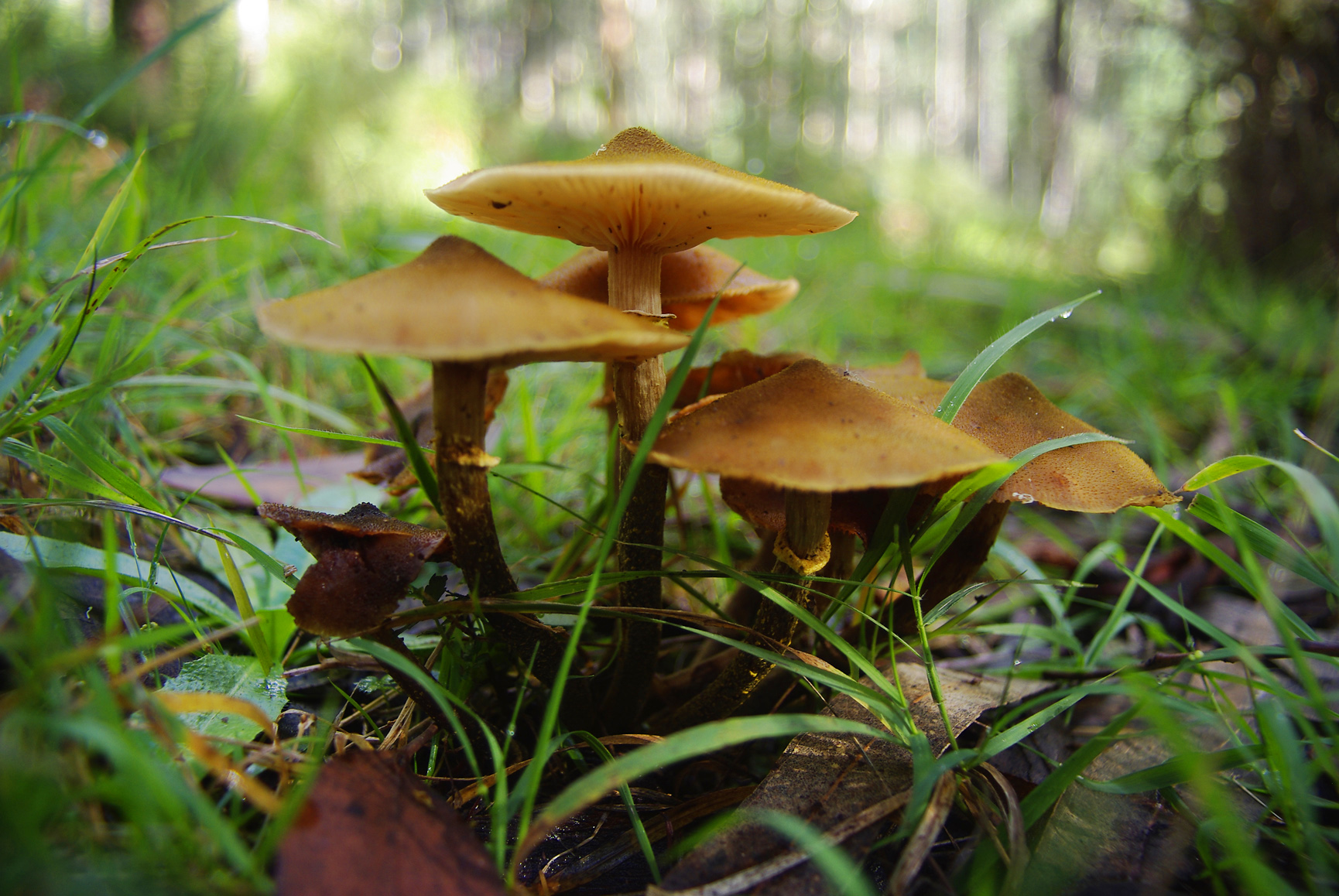
A. luteobubalina
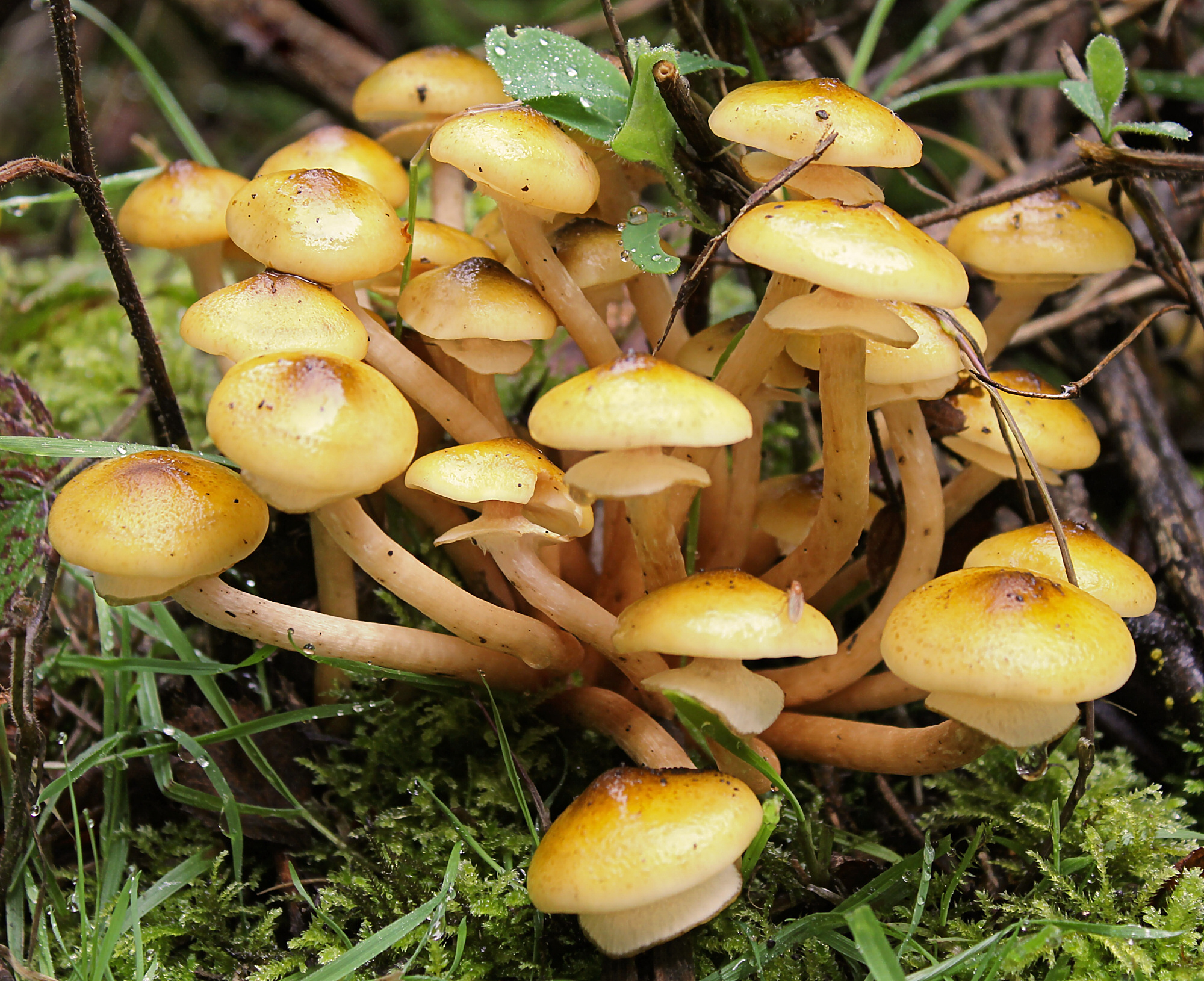
A. mellea
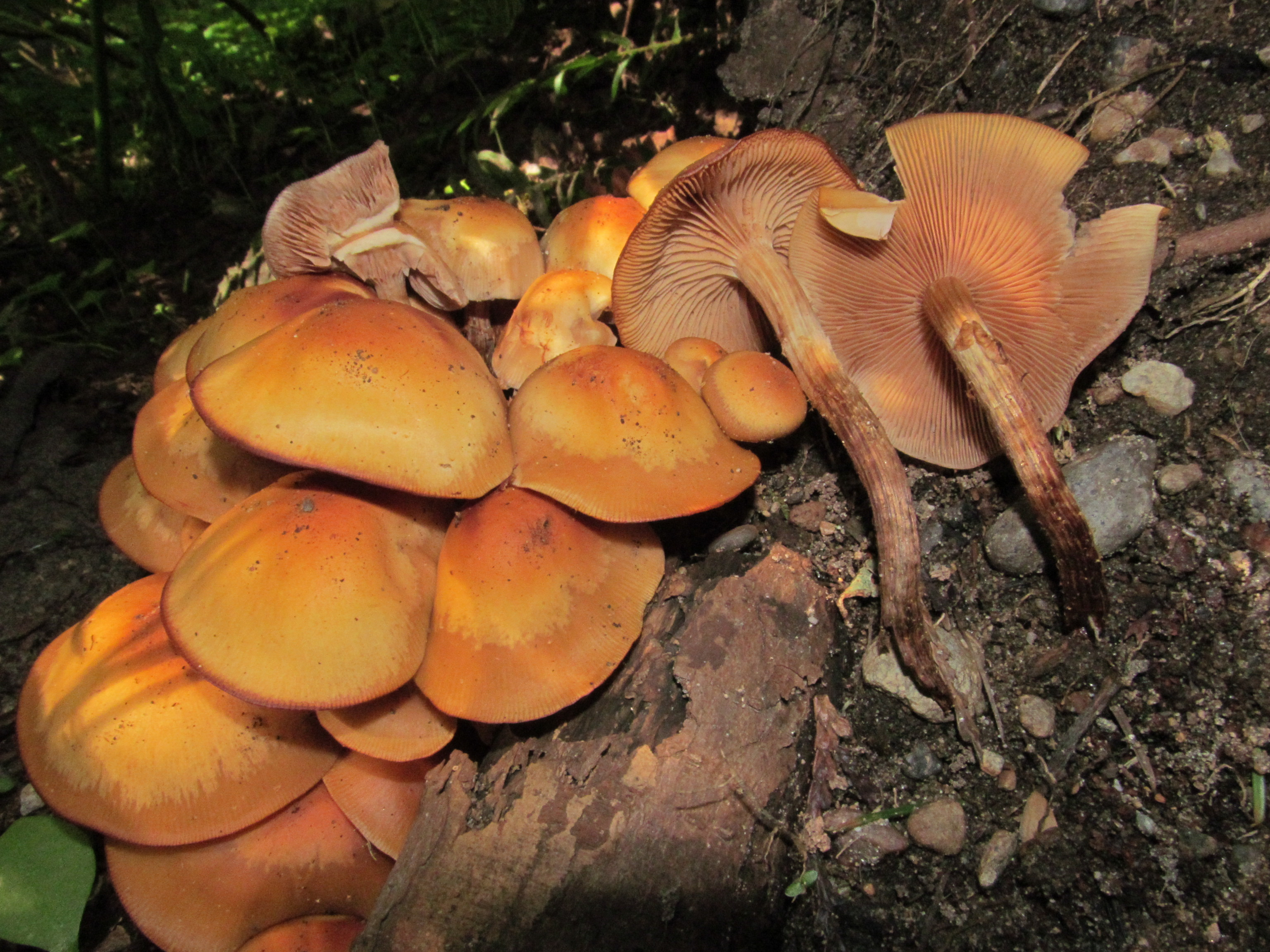
A. nabsnona
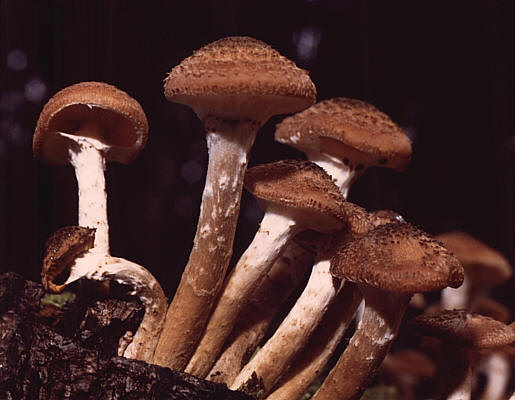
A. ostoyae sin. solidipes
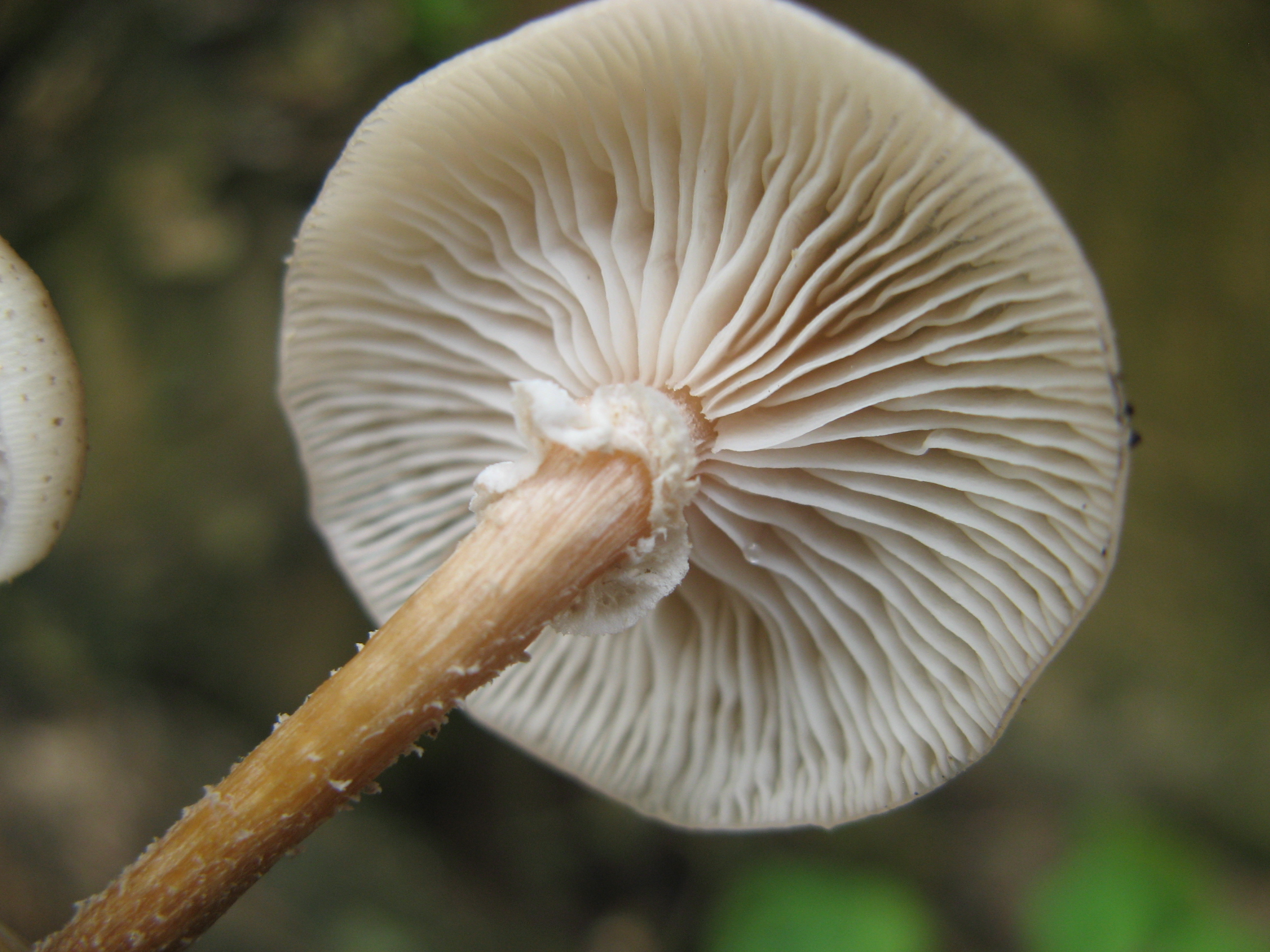
A. puiggarii
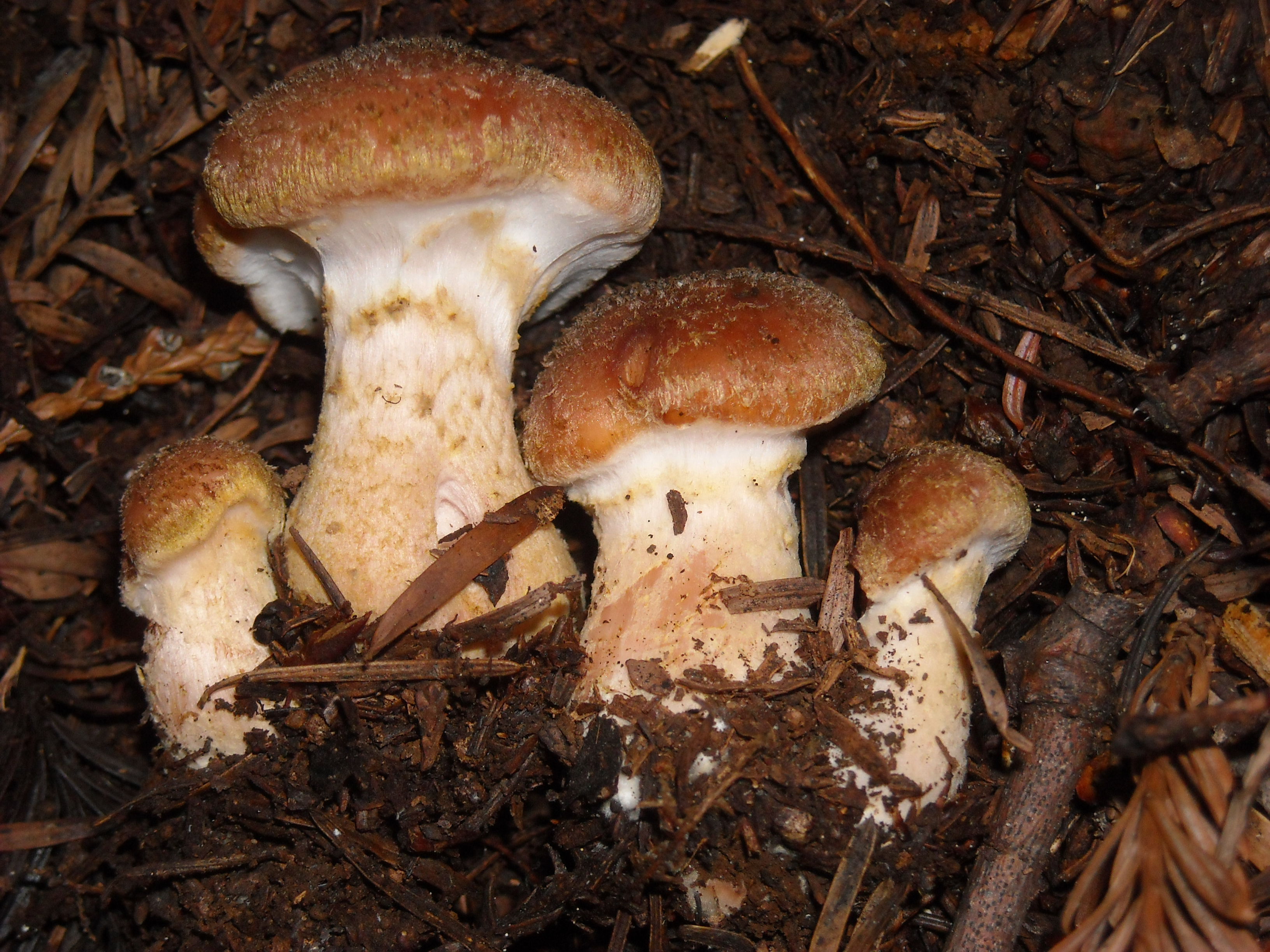
A. sinapina
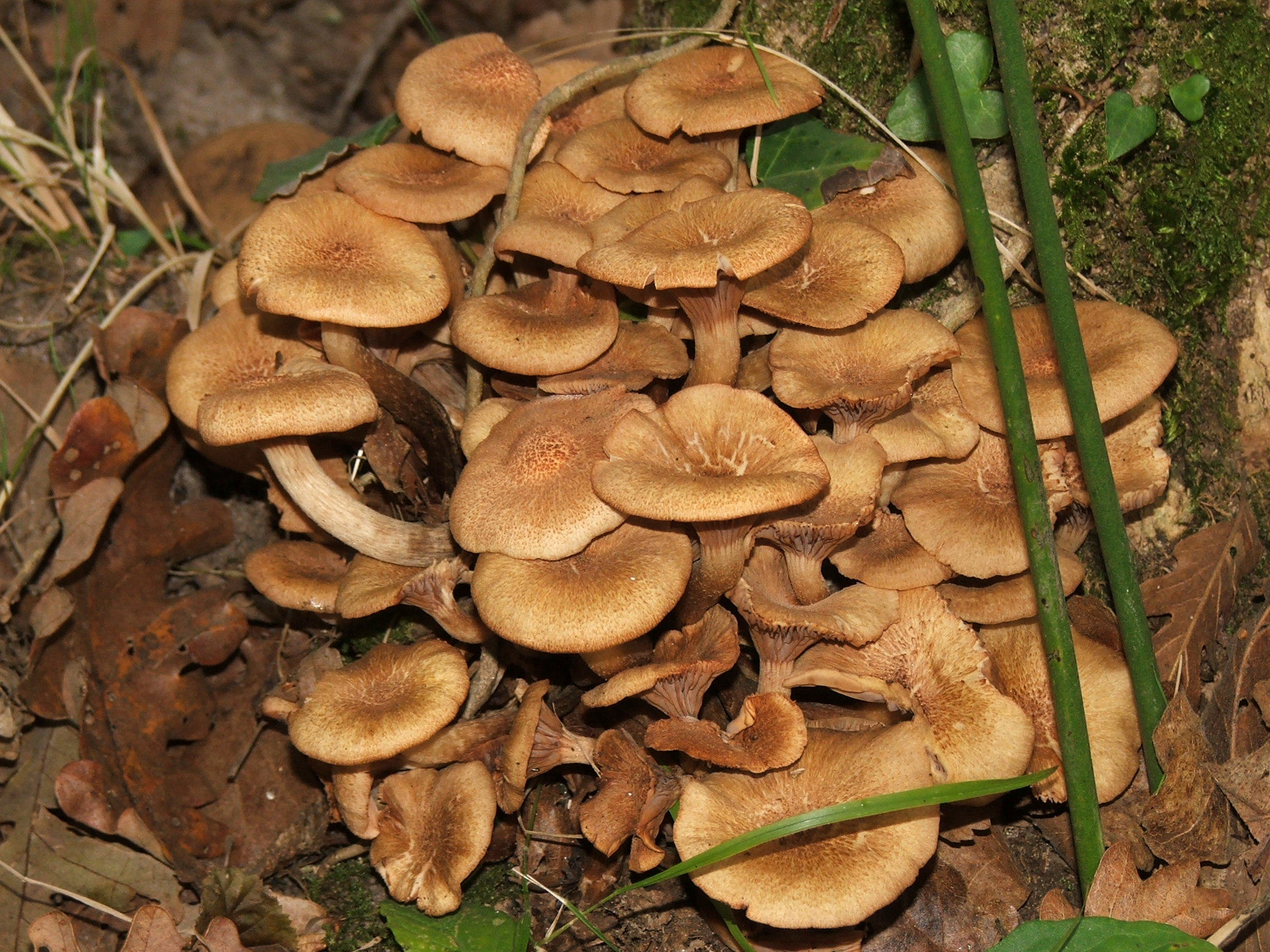
A. tabescens

## Valorificare
Ciupercile sunt în orice caz foarte otrăvitoare în stare crudă. Ocazional pot apărea reacții de intoleranță în ciuda pregătirii adecvate (fierbere). Consumul de cantități mari ale ciupercii pot cauza dificultăți gastrointestinale la persoane sensibile în domeniul aparatului digestiv. În România, Basarabia și Bucovina de Nord, ca și în alte părți ale Europei, in special în Italia Cehia, Polonia Rusia și Slovacia, bureții sunt mult culeși și ingerați cu drag. Piciorul dur trebuie îndepărtat mereu înainte de pregătire. Informațiile privind comestibilitatea se aplică pentru toate soiurile ale genului.

## Imagini complementare

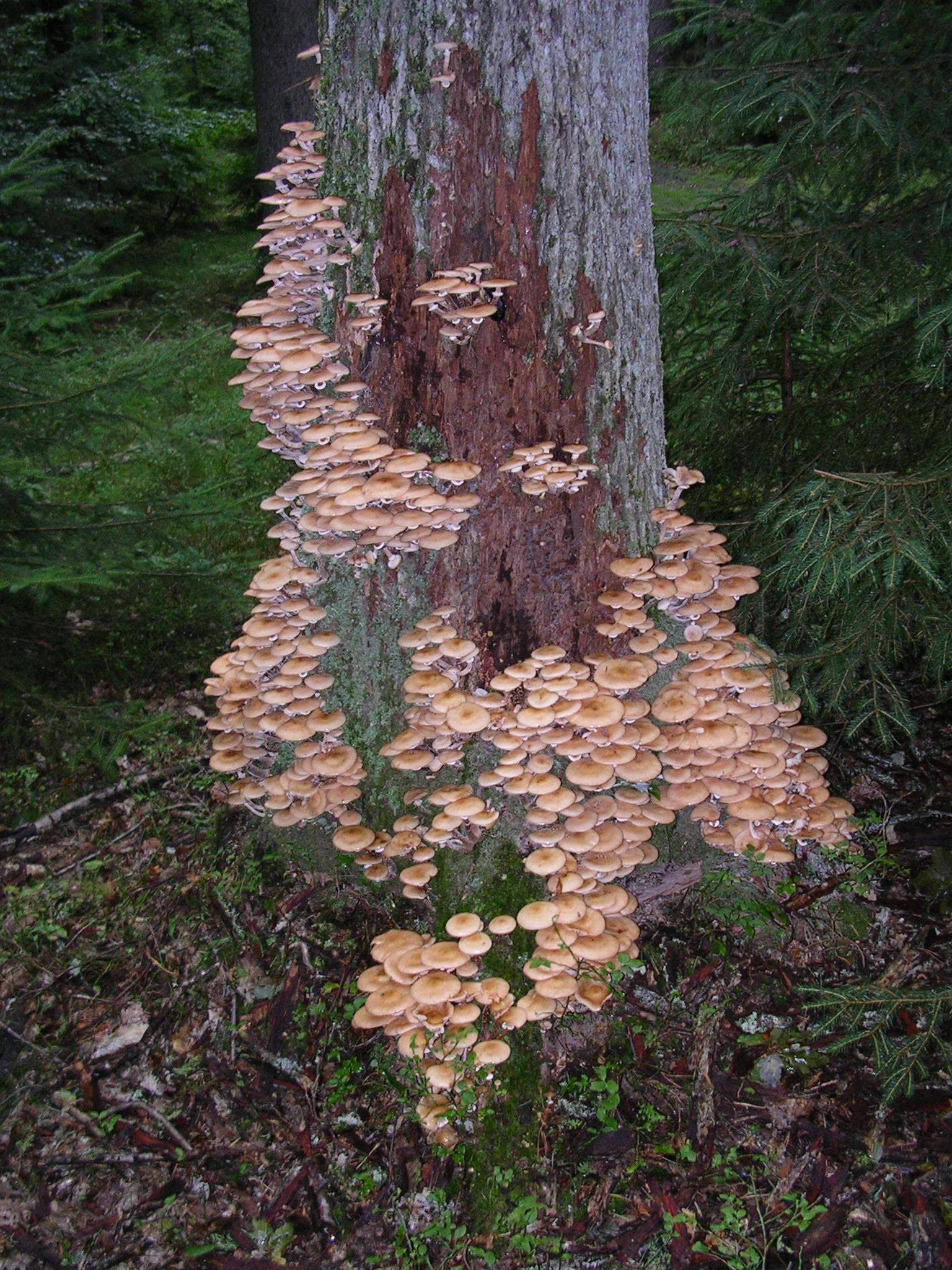
Trunchi năpădit de Armillaria
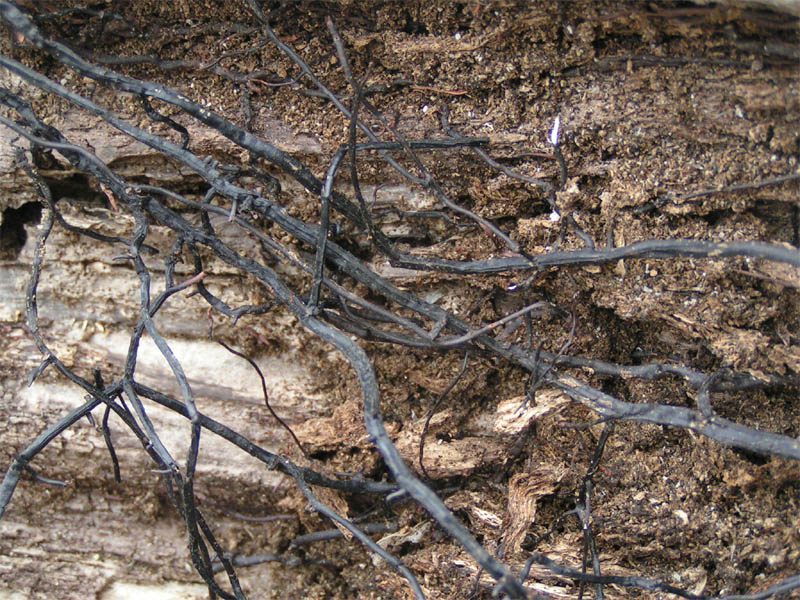
Rizomorfele ghebelor
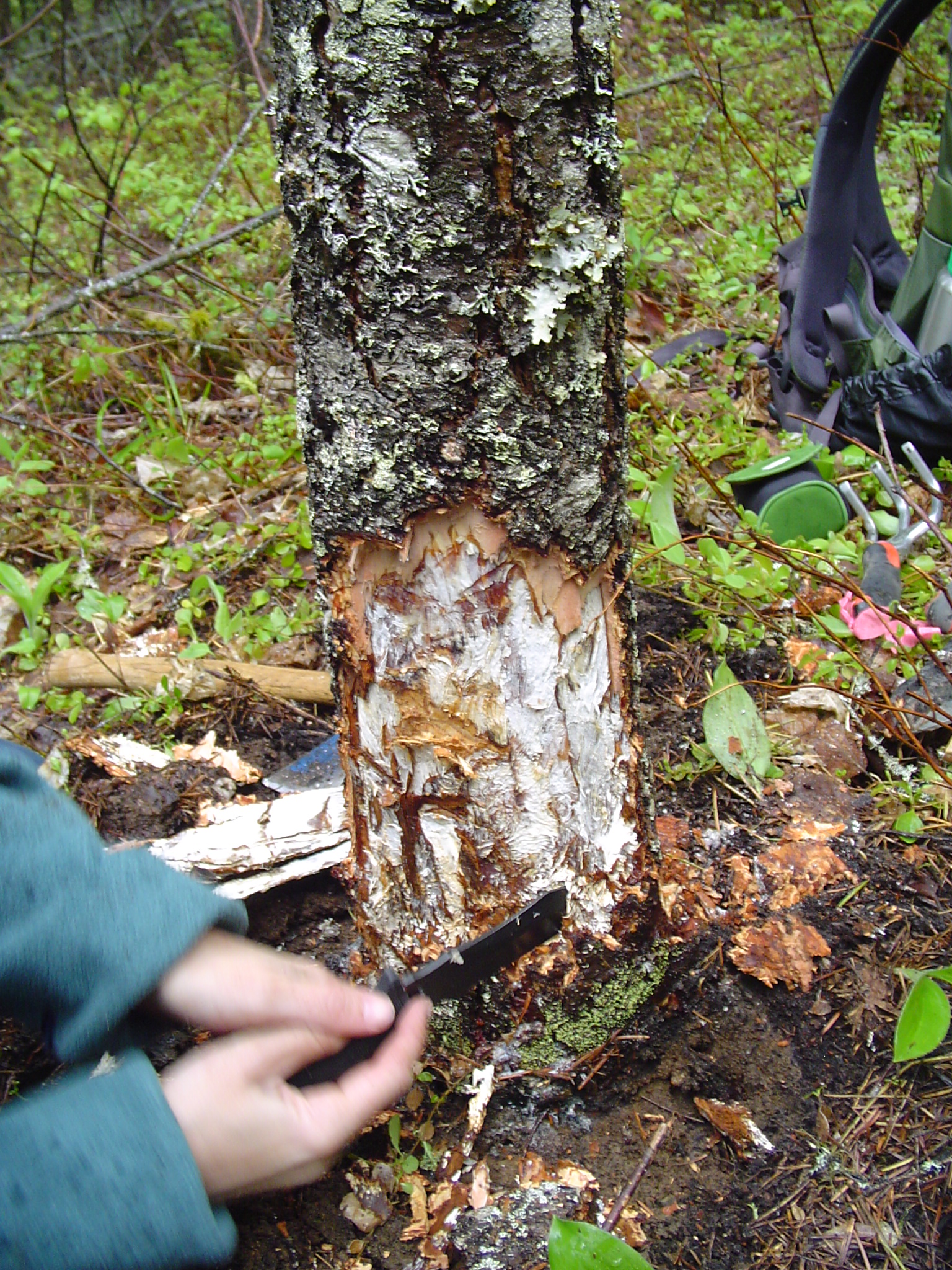
Distrugerea cambiului vascular prin micelii
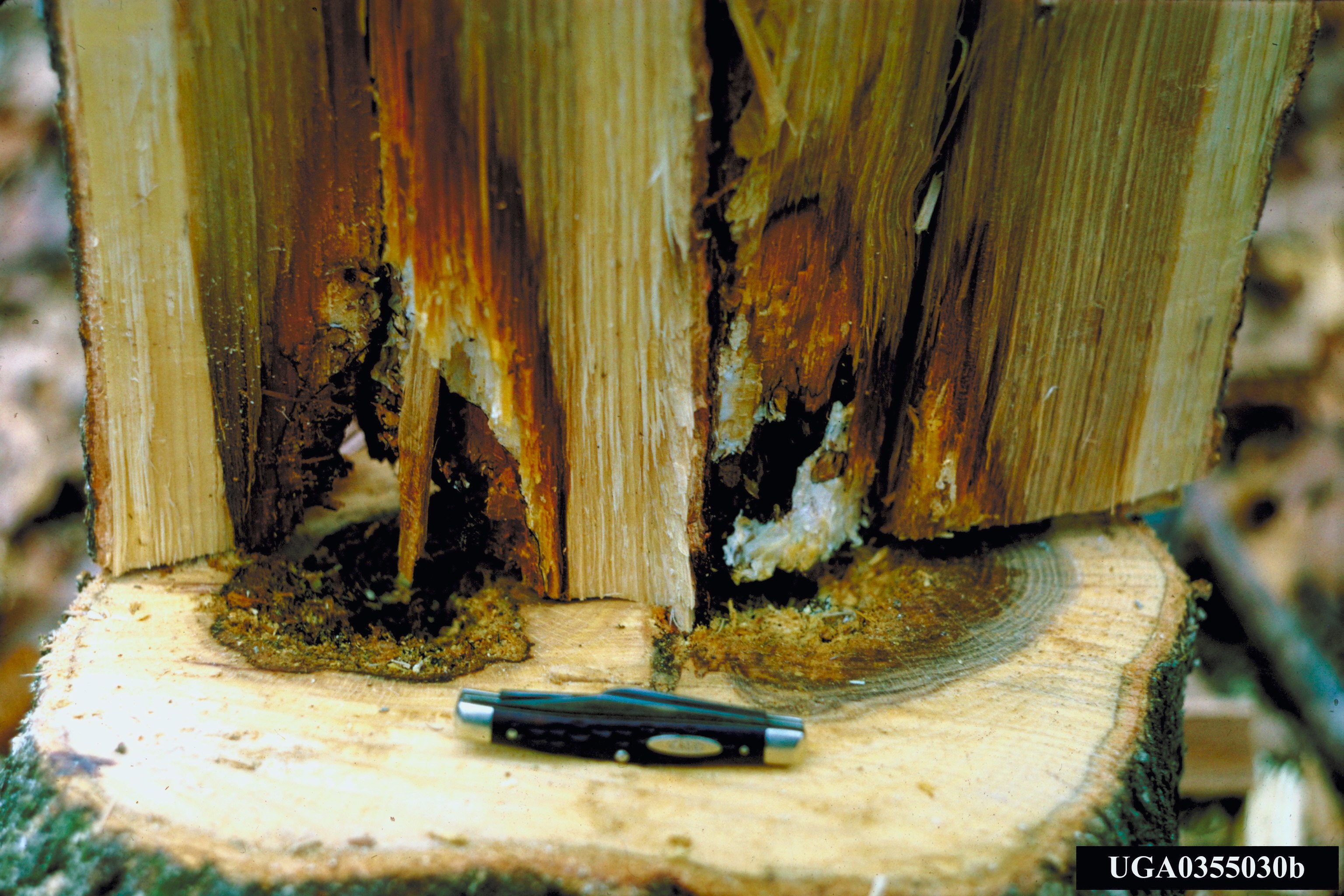
Putregai alb (simptomul Armillaria)
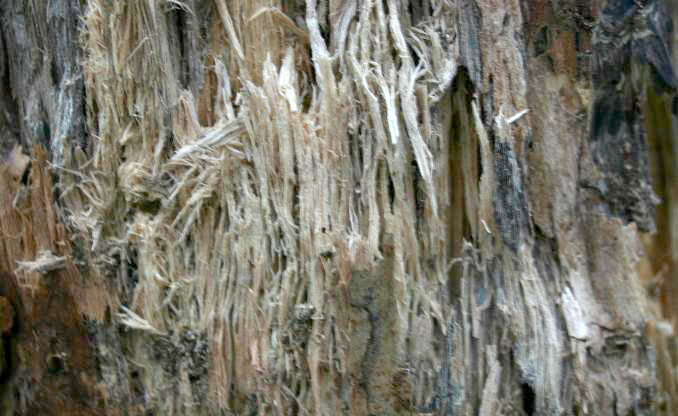
Putregai alb (stadiu final)
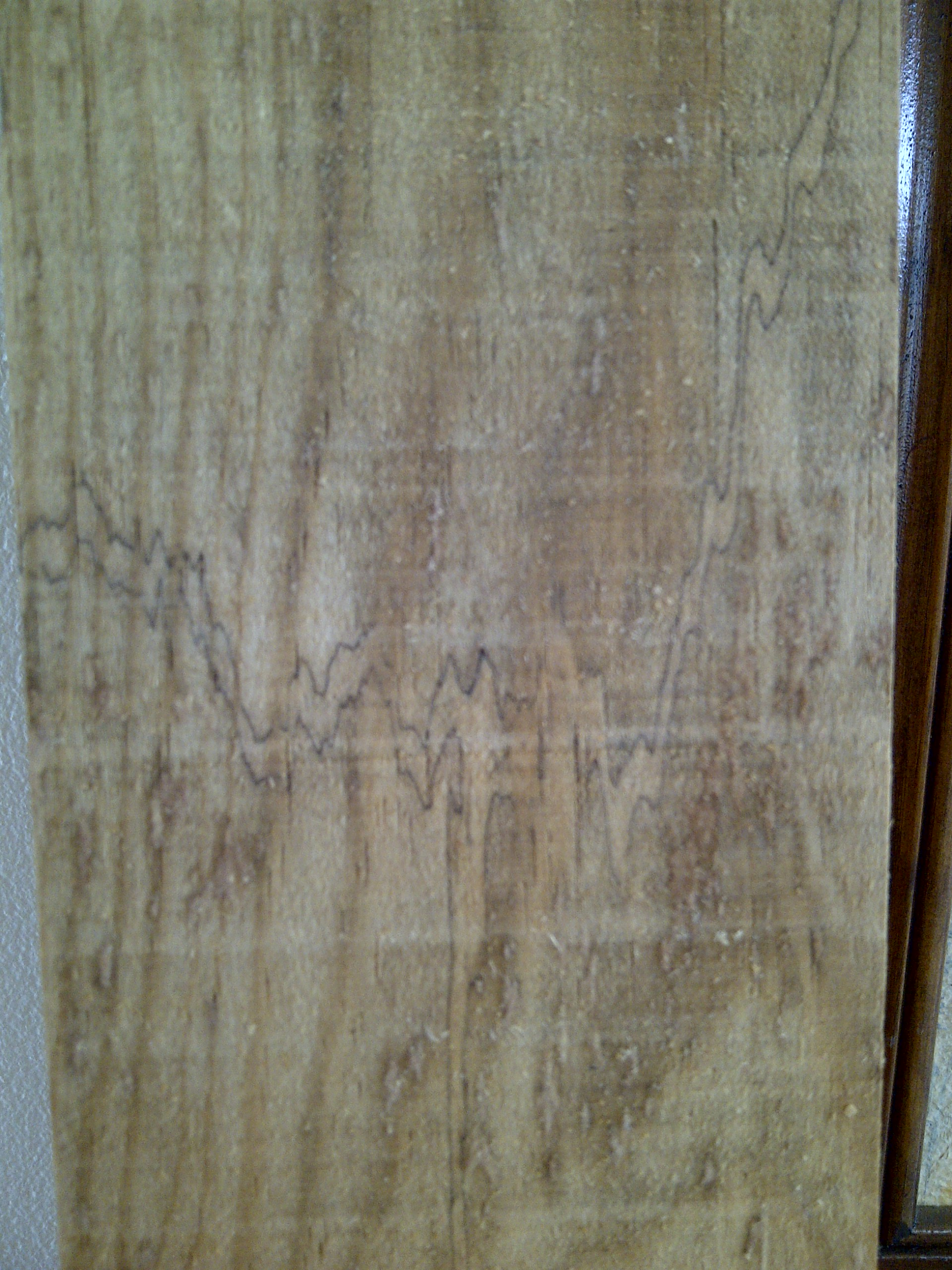
Marcaj lăsat în lemn de Armillaria